# God Module
God Module est un groupe américain de rock, originaire de l'État de Washington.

## Histoire
God Module est formé en 1999 par Jasyn Bangert et Andrew Ramirez. Le nom du groupe est dérivé d'un épisode de The X-Files qui mettait en scène une théorie sur une partie du cerveau humain qui serait responsable de la croyance de l'humanité en la religion et le concept de Dieu. Le premier album du groupe, Artificial, est publié par Inception Records en 2000.
God Module effectue de nombreuses tournées aux États-Unis et en Amérique du Nord, presque chaque année depuis 2010,,, et participe à des festivals et à de courtes tournées en Europe.
En 2017, Bangert et Andrew Pearson ainsi que Patrick Hogan de Voicecoil enregistrent de la musique sous le nom de Hexheart. Hexheart sort un album, Midnight on a Moonless Night, et le single qui l'accompagne, A Thousand Times, sur Metropolis Records. 

## Discographie
- 1999 : Artificial[7] (#11 CMJ RPM Charts[8])
- 2002 : Perception (EP)
- 2003 : Empath
- 2004 : Artificial 2.0
- 2004 : Victims Among Friends (EP)
- 2005 : Viscera[9]
- 2007 : Let's Go Dark
- 2010 : The Magic in My Heart is Dead
- 2011 : Rituals (EP)[10]
- 2011 : Séance[11]
- 2012 : Doppelganger (EP)
- 2013 : Empath 2.0
- 2013 : Psychic Surgery: The Victims Among Friends and Perception EPs
- 2014 : False Face
- 2015 : Prophecy[12]
- 2019 : Unconscious (EP)
- 2019 : Cross My Heart (EP)
- 2019 : Unsound (single)[13]
- 2019 : The Unsound (2019)[14]
- 2020 : The Unsound Remixes[15]